# Arseniusz Szumowski
Arseniusz Szumowski (ur. 1887 r. Mirogoszczy powiat Dubno, zm. 1967 w Kanadzie) – ukraiński inżynier-mechanik, specjalista w dziedzinie budowy lokomotyw i spawania.
Absolwent Politechniki Kijowskiej z roku 1921. Po ukończeniu studiów wyjechał z Kijowa. W tym okresie pracował w Pradze, w Polsce, Niemczech, Anglii i Kanadzie, gdzie zmarł w 1967 r. W latach 1926–1945 pracował w Pierwszej Fabryce Lokomotyw w Polsce S.A. Zakłady w Chrzanowie. W okresie tym pisał wiele o spawaniu w prasie fachowej m.in. w Inżynierze Kolejowym, a także organizował ukraińskie bojówki nacjonalistyczne. Od września 1939 r. stał na czele Erste Lokomotiv Fabrik in Polen A.G. Chrzanów, którą kierował z ramienia niemieckiego okupanta.